# Смит, Заир
Заир Смит (англ. Zhaire Smith, род. 4 июня 1999 года, Гарленд, Техас, США) — американский профессиональный баскетболист, выступающий за клуб Джи-Лиги НБА «Кливленд Чардж». На студенческом уровне выступал за команду Техасского технологического университета.

## Биография
Заир Смит родился в Гарленде (штат Техас), посещал местную старшую школу Лэйквью Сентиниал. По окончании обучения он получил приглашения в такие университеты, как университет Арканзас, Канзаса, Мемфиса, Орегона, Техаса, однако остановил свой выбор на Техасском технологическом университете. В своём единственном сезоне за университетскую команду он в среднем за игру набирал 11,3 очка и делал 5 подборов и по итогам года был включён в сборную новичков и сборную защиты конференции Big 12. Он также помог своей команде дойти до четвертьфинала турнира NCAA, где они проиграли будущему чемпиону — университету Вилланова. По окончании сезона он решил выставить свою кандидатуру на драфт НБА и 14 апреля подписал контракт с компанией Roc Nation Sports.
21 июня 2018 года Смит был выбран на драфте НБА в первом раунде под общим 16 номером клубом «Финикс Санз» и сразу же обменян вместе с правом выбора Майами в первом раунде 2021 года в «Филадельфию Севенти Сиксерс» на Микала Бриджеса. 2 июля Смит подписал контракт с Филадельфией. 6 августа во время летнего тренировочного лагеря он сломал ногу, для восстановления которой ему потребовалась операция.
Первоначально руководство команды скептически относилось к идеи, что Смит сможет выйти на площадку в сезоне 2018/19 годов. Однако уже к весне игрок смог восстановиться и 1 марта 2019 года дебютировал в Джи-лиге за фарм-клуб «Севенти Сиксерс» «Делавэр Блю Коатс», а уже 25 марта сыграл в НБА. В своей дебютной игре он лишь раз бросил по кольцу, реализовав трёхочковый бросок.
23 ноября 2020 года Смит был обменян в «Детройт Пистонс» на Тони Брэдли. 1 декабря «Детройт» отчислил игрока, а 17 декабря Смит подписал контракт с «Мемфис Гриззлис». Однако на начало сезона 2020/2021 он не попал в финальный ростер «Мемфиса».
Во время Летней лиги НБА 2023 года Смит выступал за команду «Оклахома-Сити Тандер».
15 сентября 2023 года Смит подписал негарантированный контракт с командой «Кливленд Кавальерс».

## Статистика

### Статистика в НБА
| Сезон                                                                                    | Команда     | Регулярный сезон | Регулярный сезон | Регулярный сезон | Регулярный сезон | Регулярный сезон | Регулярный сезон | Регулярный сезон | Регулярный сезон | Регулярный сезон | Регулярный сезон | Регулярный сезон | Серия плей-офф | Серия плей-офф | Серия плей-офф | Серия плей-офф | Серия плей-офф | Серия плей-офф | Серия плей-офф | Серия плей-офф | Серия плей-офф | Серия плей-офф | Серия плей-офф |
| Сезон                                                                                    | Команда     | GP               | GS               | MPG              | FG%              | 3P%              | FT%              | RPG              | APG              | SPG              | BPG              | PPG              | GP             | GS             | MPG            | FG%            | 3P%            | FT%            | RPG            | APG            | SPG            | BPG            | PPG            |
| ---------------------------------------------------------------------------------------- | ----------- | ---------------- | ---------------- | ---------------- | ---------------- | ---------------- | ---------------- | ---------------- | ---------------- | ---------------- | ---------------- | ---------------- | -------------- | -------------- | -------------- | -------------- | -------------- | -------------- | -------------- | -------------- | -------------- | -------------- | -------------- |
| 2018/19                                                                                  | Филадельфия | 6                | 2                | 18,4             | 41,2             | 37,5             | 75,0             | 2,2              | 1,7              | 0,3              | 0,3              | 6,7              | 2              | 0              | 2,8            | -              | -              | -              | 0,0            | 0,0            | 0,5            | 0,0            | 0,0            |
| 2019/20                                                                                  | Филадельфия | 7                | 0                | 4,6              | 27,3             | 0,0              | 50,0             | 0,3              | 0,3              | 0,4              | 0,0              | 1,1              | Не участвовал  | Не участвовал  | Не участвовал  | Не участвовал  | Не участвовал  | Не участвовал  | Не участвовал  | Не участвовал  | Не участвовал  | Не участвовал  | Не участвовал  |
|                                                                                          | Всего       | 13               | 2                | 11,0             | 37,8             | 31,6             | 66,7             | 1,2              | 0,9              | 0,4              | 0,2              | 3,7              | 2              | 0              | 2,8            | -              | -              | -              | 0,0            | 0,0            | 0,5            | 0,0            | 0,0            |
| Наведите курсор мыши на аббревиатуры в заголовке таблицы, чтобы прочесть их расшифровку. |             |                  |                  |                  |                  |                  |                  |                  |                  |                  |                  |                  |                |                |                |                |                |                |                |                |                |                |                |

### Статистика в Джи-Лиге
| Сезон                                                                                    | Команда           | Регулярный сезон | Регулярный сезон | Регулярный сезон | Регулярный сезон | Регулярный сезон | Регулярный сезон | Регулярный сезон | Регулярный сезон | Регулярный сезон | Регулярный сезон | Регулярный сезон | Серия плей-офф | Серия плей-офф | Серия плей-офф | Серия плей-офф | Серия плей-офф | Серия плей-офф | Серия плей-офф | Серия плей-офф | Серия плей-офф | Серия плей-офф | Серия плей-офф |
| Сезон                                                                                    | Команда           | GP               | GS               | MPG              | FG%              | 3P%              | FT%              | RPG              | APG              | SPG              | BPG              | PPG              | GP             | GS             | MPG            | FG%            | 3P%            | FT%            | RPG            | APG            | SPG            | BPG            | PPG            |
| ---------------------------------------------------------------------------------------- | ----------------- | ---------------- | ---------------- | ---------------- | ---------------- | ---------------- | ---------------- | ---------------- | ---------------- | ---------------- | ---------------- | ---------------- | -------------- | -------------- | -------------- | -------------- | -------------- | -------------- | -------------- | -------------- | -------------- | -------------- | -------------- |
| 2018/19                                                                                  | Делавэр Блю Коатс | 11               | 5                | 22,6             | 40,5             | 19,2             | 66,7             | 3,0              | 1,6              | 0,3              | 0,7              | 7,2              | Не участвовал  | Не участвовал  | Не участвовал  | Не участвовал  | Не участвовал  | Не участвовал  | Не участвовал  | Не участвовал  | Не участвовал  | Не участвовал  | Не участвовал  |
| 2019/20                                                                                  | Делавэр Блю Коатс | 28               | 25               | 28,2             | 53,0             | 37,6             | 71,4             | 3,1              | 2,0              | 0,8              | 0,4              | 13,5             | Не участвовал  | Не участвовал  | Не участвовал  | Не участвовал  | Не участвовал  | Не участвовал  | Не участвовал  | Не участвовал  | Не участвовал  | Не участвовал  | Не участвовал  |
| 2023/24                                                                                  | Кливленд Чардж    | 47               | 47               | 33,0             | 53,9             | 39,4             | 83,6             | 4,1              | 1,6              | 1,3              | 0,9              | 13,3             | Не участвовал  | Не участвовал  | Не участвовал  | Не участвовал  | Не участвовал  | Не участвовал  | Не участвовал  | Не участвовал  | Не участвовал  | Не участвовал  | Не участвовал  |
|                                                                                          | Всего             | 86               | 77               | 30,1             | 52,2             | 37,0             | 79,1             | 3,7              | 1,8              | 1,0              | 0,7              | 12,6             | Не участвовал  | Не участвовал  | Не участвовал  | Не участвовал  | Не участвовал  | Не участвовал  | Не участвовал  | Не участвовал  | Не участвовал  | Не участвовал  | Не участвовал  |
| Наведите курсор мыши на аббревиатуры в заголовке таблицы, чтобы прочесть их расшифровку. |                   |                  |                  |                  |                  |                  |                  |                  |                  |                  |                  |                  |                |                |                |                |                |                |                |                |                |                |                |

### Статистика в NCAA
| Сезон | Команда   | Conf   | Class | GP | GS | MPG  | FG%  | 3P%  | FT%  | RPG | APG | SPG | BPG | PPG  |
| --- | --------- | ------ | ----- | -- | -- | ---- | ---- | ---- | ---- | --- | --- | --- | --- | ---- |
| 2017/18 | Техас Тек | Big 12 | FR    | 37 | 21 | 28,4 | 55,6 | 45,0 | 71,7 | 5,0 | 1,8 | 1,1 | 1,1 | 11,3 |
| Всего | Всего     | Всего  | Всего | 37 | 21 | 28,4 | 55,6 | 45,0 | 71,7 | 5,0 | 1,8 | 1,1 | 1,1 | 11,3 |
| Наведите курсор мыши на аббревиатуры в заголовке таблицы, чтобы прочесть их расшифровку Статистика приведена с сайта sports-reference.com |           |        |       |    |    |      |      |      |      |     |     |     |     |      |